# Heterobranchus
A Heterobranchus a sugarasúszójú halak (Actinopterygii) osztályának a harcsaalakúak (Siluriformes) rendjébe, ezen belül a zacskósharcsafélék (Clariidae) családjába tartozó nem.

## Rendszerezés
A nembe az alábbi fajok tartoznak:
- Heterobranchus bidorsalis É. Geoffroy Saint-Hilaire, 1809
- Heterobranchus boulengeri Pellegrin, 1922
- Heterobranchus isopterus Bleeker, 1863
- Heterobranchus longifilis Valenciennes in Cuvier & Valenciennes, 1840
- Heterobranchus palaeindicus - kihalt